# Asii Chemnitz Narup
Asii Chemnitz Narup, född 27 juni 1954 i Nuuk, Grönland, är en grönländsk politiker och parlamentsledamot för partiet Inuit Ataqatigiit (IA). Chemnitz Narup var mellan 2005 och 2006 landets miljö- och hälsominister. Hon avgick i protest mot vad hon ansåg var en dåligt fungerande regering. Sedan april 2008 är hon borgmästare i Sermersooq kommun.